# David Golder (Film)
David Golder ist ein 1930 entstandenes, französisches Filmdrama von Julien Duvivier, dessen erster Tonfilm dies war. Die Titelrolle übernahm Harry Baur. Die Geschichte basiert auf dem im Vorjahr 1929 veröffentlichten, gleichnamigen Roman von Irène Némirovsky.

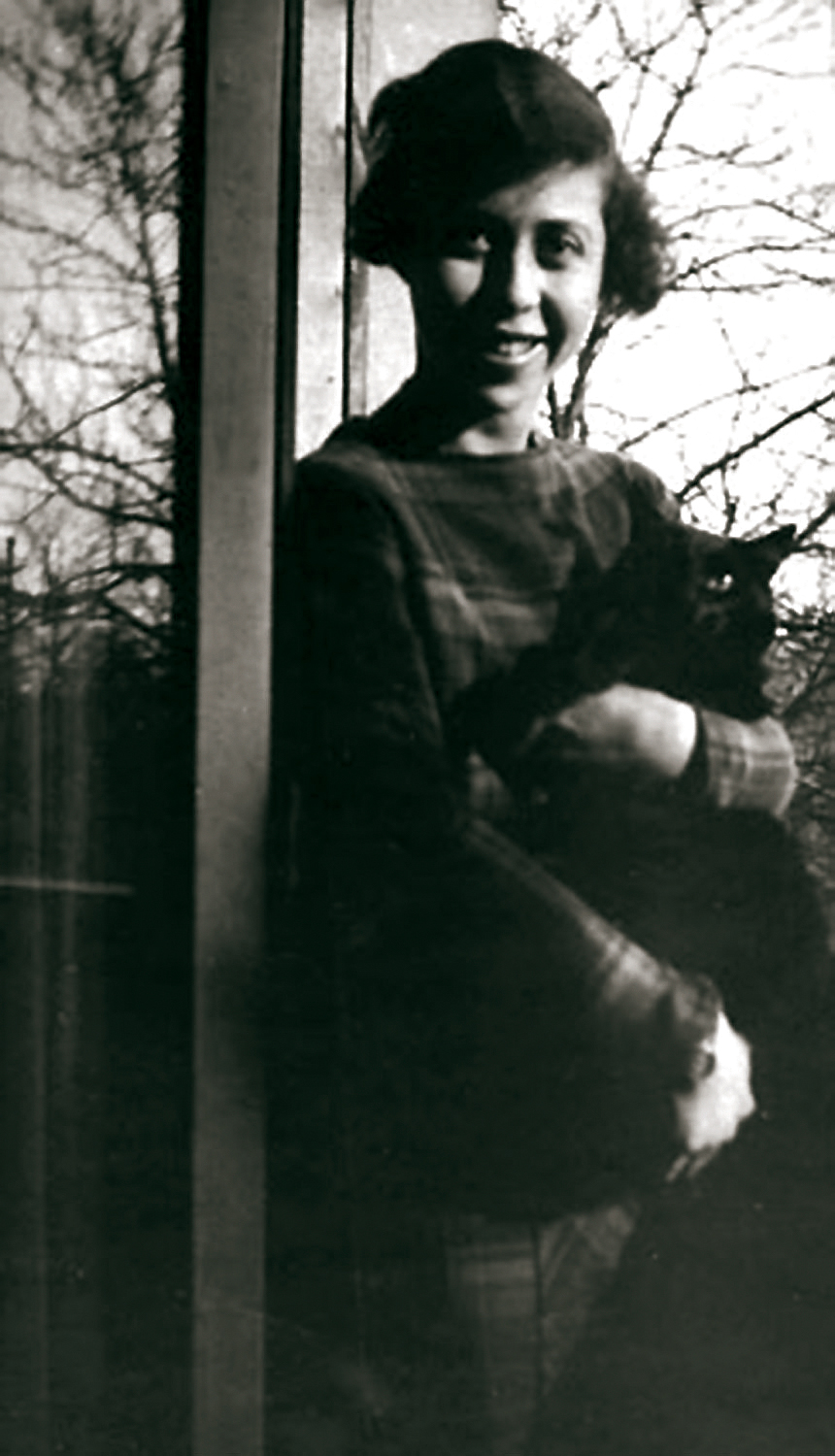
Irène Némirovsky zu der Zeit, als sie den Vorlage-Roman schrieb

## Handlung
David Golder, ein aus kleinen, bitterarmen Verhältnissen stammender ukrainischer Jude, hat es in der Fremde – im mondänen Paris – zu großem Wohlstand gebracht. Besitz, Geld und Macht bedeutet ihm seit seiner entbehrungsreichen Kindheit viel, Prunk und Protz noch mehr. Doch im Herzen ist er bei ansteigendem Wohlstand doch immer ein einsamer Mann geblieben, wie ihm eines Tages brutal klargemacht wird. Denn Golder ist umgeben von Menschen, die nur sein Geld wollen, einschließlich seiner Familie. Uneigennützige Liebe existiert nicht im Leben dieses „armen Millionärs“.
Als er angesichts der enormen physischen wie psychischen Dauerbelastung, die sein oftmals hochgradig spekulatives Geschäftsgebaren mit sich bringt, schwer erkrankt im Bett liegt und sich in Krämpfen windet, zeigt seine Gattin ihr wahres Gesicht. Sie, die seit Jahren die Liebschaft eines sich vornehm gebenden Nichtsnutzes ist, der sich zu allem Überfluss auch noch seit Jahren im Golder’schen Haushalt durchschmarotzt, schleudert Golder in brutalstmöglicher Weise Wahrheiten ins Gesicht. Die Schlimmste ist: Die heißgeliebte und viel verwöhnte Tochter Joyce Golder ist gar nicht seine Tochter, sondern entstand aus eben dieser Liebschaft mit dem „Hausfreund“. Jetzt, wo Golder einiges klar wird und er weiß, was er von seinem Umfeld zu halten hat, will er seine verbleibende Kraft dafür nutzen, sein restliches Leben neu zu ordnen: Golder plant, all seine geschäftlichen Unternehmungen zu beenden und die Firmen aufzulösen, um sich anschließend mit dem erzielten Gewinn an einem beschaulichen Platz zur Ruhe zu setzen.
Doch da erscheint Kuckuckskind Joyce und klagt ihrem „Vater“ ihr angebliches Leid: Ihr ginge es finanziell sehr schlecht und sie müsse aus diesem Grund einen ungeliebten, aber vermögenden Mann heiraten, obwohl ihr Herz doch ganz ihrer Jugendliebe Alec gehöre. Joyce wickelt David um den Finger, in dem sie sagt, sie wisse zwar, dass er nicht ihr leiblicher Vater sei, sie sich aber zu keiner Zeit jemals einen besseren Vater hätte wünschen könne. Und so erreicht sie ihr eigentliches Ziel: Der alte Golder beginnt wieder zu arbeiten, muss erneut erfolgreich Geschäfte abschließen, und das alles nur, um seine anspruchsorientierte „Tochter“ Joyce versorgt und glücklich zu sehen. Und dennoch gibt der Alte ihr mahnend folgenden Ratschlag mit auf dem Weg: „Man darf nicht zu viel vom Leben verlangen, man muss sich entscheiden: Geld oder Liebe.“
Golders letztes geschäftliches Meisterstück wird ein Deal mit der vor kurzem entstandenen Sowjetunion sein, und endlich glaubt der alte Mann, nun in die Heimat, zu seinem Ruhestand zurückkehren zu können und nicht mehr länger Sklave des Geldes sein zu müssen. Doch es war alles zu viel für ihn: Einsam und verlassen stirbt David Golder in seiner Kajüte auf demjenigen Schiff, das ihn heimwärts bringen sollte.

## Produktionsnotizen
David Golder entstand 1930 mit Außenaufnahmen im südfranzösischen Biarritz und erlebte seine Uraufführung am 6. März 1931. Die deutsche und die österreichische Premiere fand noch im selben Frühjahr (vermutlich April 1931) statt.
Lazare Meerson gestaltete die Filmbauten.

## Kritiken
Die zeitgenössischen Beurteilungen überschlugen sich regelrecht, die Einschätzungen nach 1945 relativierten die Begeisterung ein wenig. Nachfolgend mehrere Beispiele:
Friedrich Porges zeigte sich sehr angetan von dem Film und wusste von einer allgemeinen Begeisterung bei der österreichischen Presse als auch beim heimischen Publikum zu berichten. In einer weiteren Publikation, Wiens Der Tag, resümierte er: „Duvivier hat die Vorlage gebändigt, deren naturalistische Schilderung in der Erzählung durch seine psychologische Erörterung gemildert ist. (…) Duviviers eigenes Verdienst indes ist es die Seele dieses David Golder mit den Mitteln des Bildes und des Wortes erschlossen zu haben. Wenn man die altmodische Bezeichnung „Seelengemälde“ noch heranziehen darf, so trifft sie auf den Tonfilm „David Golder“ zu.“ Abschließend heißt es „David Golder“ stellt ein neues Beispiel jener künstlerisch bedeutsamen Filme dar, mit denen Frankreich das europäische Kinoprogramm bereichert! Eine Bereicherung, die jedem, der im Lichtspieltheater Kunst sucht, willkommen sein wird!”
Die Stunde meinte in ihrer Besprechung: „Hier darf mit aller Bewußtheit das Wort ‚Vollkommenheit‘ ausgesprochen werden. (…) Vollkommenheit des Spiels, Vollkommenheit der Übertragung der Gedanken in sichtbare Bilder Die Verfilmung der Tragödie vom Leben und Sterben des reichen Mannes David Golder läßt keinen Wunsch offen. (…) Sei es, daß Duvivier das hohle Treiben blasierter Mondänität schildert, sei es, daß er in die Schönheit der Landschaft führt, sei es daß er psychologisches Erlebnis zu Bildern formt. Zarteste, seelische Differenzierung ist das Merkmal der Regie Duviviers. (…) Harry Baur, dem unvergleichlichen David Golder … gelingt das seltene Wunder, daß Schauspieler und Rolle eins werden, daß der Künstler nicht darstellt, sondern ist.“
Das Neue Wiener Journal würdigte vor allem die Qualitäten der Darsteller: „Der Film, eine Spitzenleistung der französischen Filmkunst, ist ein packendes, zutiefst aufwühlendes Werk, das unübertreffliche Schauspielerleistungen bietet. An erster Stelle sei Harry Baur genannt. Nie noch sah man eine ergreifendere Sterbeszene im Film, nie noch soviel nach außen projizierte Selbstergriffenheit. Jean Bradin und Gaston Jacquet, erfreulich echt und untheatralisch. Ausgezeichnet die beiden Frauen, Mutter und Tochter. Herrlich die Aufnahmen aus Biarritz, herrlich die sonnendurchflutete Photographie.“
In Jerzy Toeplitz „Geschichte des Films 1928-1933“ heißt es Jahrzehnte später: „Bezeichnend für diese Adaption waren die Originaltreue und der insgesamt gelungene Versuch, die Innenwelt der handelnden Personen zu erfassen, sowie die bescheidene und vernünftige, wenn auch nicht sonderlich erfinderische  Anwendung der Tontechnik.“
Georges Sadoul nannte Duviviers Film 1957 kurz eine „plumpe aber geschickte“ Inszenierung.
Hauptdarsteller Harry Baur selbst befand, dass die Geschichte vom „armen Reichen“ dank Regisseur Duvivier zu einem „reinen und hinreißenden Kunstwerk“ wurde.